# Блу-Маунтинс (горы, Новая Зеландия)
Блу-Маунтинс (англ. Blue Mountains) — горы в Западном Отаго на юге Новой Зеландии. Образуют барьер между долинами рек Клута и Помахака высотой до 1019 метров. Расположены между городами Тапануи и Лоуренс.
Горы Блу-Маунтинс являются крупнейшим местом обитания диких ланей на Южном острове Новой Зеландии. Охота разрешена на землях, находящихся в ведении Департамента охраны природы.
Изначально название гор было Те Папануи, позже оно было искажено до Тапануи. Первые исследователи назвали область горами Вальпи в честь Уильяма Генри Вальпи, одного из первых поселенцев в Данидине. Название Блу-Маунтинс было дано золотоискателями в период золотой лихорадки Отаго в начале 1860-х годов в честь Голубых гор Нового Южного Уэльса.